# Palazzo Pannocchieschi (Massa Marittima)
Il Palazzo Pannocchieschi è uno storico edificio situato a Massa Marittima (GR), nel terziere di Cittavecchia.

## Storia
Il palazzo, di proprietà della storica famiglia dei Pannocchieschi, risale alla metà del XIII secolo. L'edificio è stato più volte modificato e rimaneggiato nel XIV e nel XV secolo, mentre ha ricevuto un restauro completo nel XIX secolo, il cui risultato è visibile ancora oggi.

## Descrizione
Il palazzo è costituito da tre corpi: quello principale, con la facciata caratterizzata dalla presenza di bifore, la torre gentilizia e un annesso.